# 中央日本聖書学院
中央日本聖書学院（ちゅうおうにほんせいしょがくいん）は、埼玉県羽生市にある福音伝道教団立の聖書学校。

## 沿革
- 1927年 前橋聖書学寮として設立[1]。
- 1941年 教団の前身である福音伝道教会が解体、日本基督教団第十部加入により一時休校。
- 1947年 舟喜麟一、小林誠一らが聖書学校を再開。
- 1950年 前橋市清王寺町へ移転。
- 1954年 中央日本聖書学塾と改称して福島県須賀川市に移転する。当時の塾長は安藤喜市。
- 1971年 中央日本聖書学院となり埼玉県羽生市に移転する。
- 2008年 学院長、入学者不在のため、3年間の一時休校が承認される。
- 2011年 齊藤哲哉が学院長に就任、学院が再開される。
- 2015年4月予定 群馬県館林市（館林キリスト教会近く）に移転予定。

## 特色
- みことばに忠実で、聖霊に満たされた伝道者の養成を目的とする。
- 霊的、人格的、知的、実際的な教育と訓練。

## 出身者
- 羽鳥明
- 羽鳥純二
- 小林誠一